# Желудово (Удомельский район)
Желудово — опустевшая деревня в Удомельском городском округе Тверской области.

## География
Деревня находится в северной части Тверской области на расстоянии приблизительно 30 км на север по прямой от железнодорожного вокзала города Удомля.

## История
Деревня известна с 1478 года. Дворов (хозяйств) здесь было 11 (1859), 21 (1886), 25 (1911), 14 (1958), 1 (1978), 0(1999). В советский период истории здесь действовали колхозы «Пролетарка» и «Путь Ильича». До 2015 года входила в состав Котлованского сельского поселения до упразднения последнего. С 2015 года в составе Удомельского городского округа. Ныне опустела.

## Население
Численность населения: 90 человек (1859 год), 108 (1886), 144 (1911), 30 (1958), 2 (1978), 0 (1999), 0 как в 2002 году, так и в 2010.